# Eretes antiquus
Eretes antiquus is een keversoort uit de familie waterroofkevers (Dytiscidae). De wetenschappelijke naam van de soort is voor het eerst geldig gepubliceerd in 1870 door Oustalet.